# Acarra

Mapa con algunas de las principales ciudades de la antigua Tesalia y zonas adyacentes. Acarra estaba situada al norte del río Esperqueo.

Acarra o Ecarra (en griego, Ἀκαρρα) es el nombre de una antigua ciudad griega de Tesalia.
Es citada en el marco de la segunda guerra macedónica: Tito Livio menciona que Acarra fue ocupada por los etolios por la rendición de sus habitantes el año 198 a. C., tras la retirada de Filipo V de Macedonia del territorio de Tesalia.
Ecarra acuñó monedas de bronce al menos desde el siglo IV a. C. con la inscripción «ΕΚΚΑΡΡΕΩΝ».